# Griffith Jones
Griffith Jones, nato Harold Jones (Londra, 19 novembre 1910 – Londra, 30 gennaio 2007), è stato un attore britannico.

## Biografia
Laureato alla Royal Academy of Dramatic Art, esordì dapprima in teatro e poi successivamente passò al cinematografo debuttando in Money Talks, un film del 1933 diretto da Norman Lee. Negli anni trenta la sua popolarità nello star system inglese accrebbe notevolmente, merito soprattutto dei numerosi film di Paul Czinner in cui apparve. Lavorò con Douglas Fairbanks Jr., Rex Harrison, James Mason, Deborah Kerr e Vivien Leigh.
Sposato con Robin Isaac, ebbe due figli, Gemma e Nicholas, che avrebbero seguito le orme del padre diventando entrambi attori.

## Filmografia

### Cinema
- The Faithful Heart, regia di Victor Saville (1932)
- Money Talks, regia di Norman Lee (1933)
- La grande Caterina (The Rise of Catherine the Great), regia di Paul Czinner (1934)
- Leave It to Blanche, regia di Harold Young (1934)
- Non mi sfuggirai (Escape Me Never), regia di Paul Czinner (1935)
- Il mulino sulla Floss (The Mill on the Floss), regia di Tim Whelan (1936)
- La moglie del generale Ling (Wife of General Ling), regia di Ladislao Vajda (1937)
- Un americano a Oxford (A Yank at Oxford), regia di Jack Conway (1938)
- Enrico V, (The Chronicle History of King Henry the Fift with His Battell Fought at Agincourt in France), regia di Laurence Olivier (1944)
- La bella avventuriera (The Wicked Lady), regia di Leslie Arliss (1945)
- L'amabile furfante (The Rake's Progress), regia di Sidney Gilliat (1945)
- Sono un criminale (They Made Me a Fugitive), regia di Alberto Cavalcanti (1947)
- Miranda, regia di Ken Annakin (1948)
- Ragazze perdute (Good-Time Girl), regia di David MacDonald (1948)
- Il matrimonio è una cosa seria (Look Before You Love), regia di Harold Huth (1948)
- Due mogli sono troppe, regia di Mario Camerini (1950)
- The Truth About Women, regia di Muriel Box (1957)

### Televisione
- I gialli di Edgar Wallace (The Edgar Wallace Mystery Theatre) – serie TV, episodio 6x03 (1965)
- Attenti a quei due (The Persuaders!) – serie TV, episodio 1x19 (1972)
- La caduta delle aquile (Fall of Eagles) – serie TV, 3 episodi (1974)